# Бондарь, Александр Николаевич
Александр Николаевич Бондарь (род. 7 января 1955, город Киев) — украинский политик. Народный депутат Украины. Председатель Фонда государственного имущества Украины (26 октября 1998 — 15 апреля 2003). Министр экономики и инфраструктуры Оппозиционного правительства Украины (с 17 марта 2010).

## Образование
С 1972 до 1977 года учился на факультете кибернетики Киевского университета имени Тараса Шевченко по специальности экономист-математик.
Кандидат экономических наук. Кандидатская диссертации «Организационно-экономический механизм приватизации стратегических предприятий (на материалах промышленных предприятий Украины)» (Киевский национальный экономический университет, 2001).

## Карьера
- Август 1977 — октябрь 1978 — инженер-экономист ПТО «Укрглавпостсистема» Главпоставки УССР в городе Киеве.
- Октябрь 1978 — сентябрь 1981 — инженер НИИ автоматики.
- Октябрь 1981 — апрель 1987 — старший инженер Центрального НПО «Каскад».
- Апрель 1987 — сентябрь 1990 — старший инженер, инженер-программист, НИИ систем автоматизации Центрального НПО «Каскад».
- Сентябрь 1990 — май 1991 — главный консультант по вопросам экономики Московского районного совета города Киева.
- 1990-1992 — депутат Московского райсовета города Киева.
- Май 1991 — май 1992 — заместитель председателя по вопросам экономики Московский райисполкома города Киева.
- Май 1992 — август 1993 — начальник управления приватизации Киевской городской государственной администрации.
- Август 1993 — август 1994 — заместитель председателя по вопросам приватизации Фонда коммунального имущества города Киева.
- Август 1994 — февраль 1998 — заместитель Председателя, февраль — ноябрь 1998 — первый заместитель Председателя, апрель — октябрь 1998 — в.а. Головы, 26 октября 1998 — 15 апреля 2003 — Председатель, с апреля 2003 — первый заместитель Председателя, апрель 2003 — июнь 2005 — первый заместитель Председателя по связям с Верховной Радой Украины, июль 2005 — апрель 2006 — заместитель Председателя Фонда государственного имущества Украины.

Увлекается интеллектуальным роком.

## Семья
- Отец Николай Николаевич (1921-2001).
- Мать Татьяна Кузьминична (1922-1994).
- Жена Виктория Федоровна (1965) — экономист.
- Сын Артем (1978) — юрист.
- Сын Геннадий (1990) — юрист-международник.

## Парламентская деятельность
Апрель 2002 — кандидат в народные депутаты Украины от ПЗУ, № 15 в списке. На время выборов: Председатель Фонда государственного имущества Украины, член ПЗУ.
Народный депутат Украины 5-го созыва с 25 мая 2006 до 14 июня 2007 от Блока «Наша Украина», № 37 в списке. На время выборов: заместитель Председателя Фонда государственного имущества Украины, член УРП «Собор». Член фракции Блока «Наша Украина» (с 25 мая 2006). Член Комитета по вопросам экономической политики (18 июля 2006 — 25 июля 2006]), заместитель председателя Специальной контрольной комиссии по вопросам приватизации (с 18 июля 2006), председатель подкомитета по вопросам собственности и других вещных прав Комитета по вопросам экономической политики (с 25 июля 2006). 14 июня 2007 года досрочно прекратил свои полномочия во время массового сложения мандатов депутатами-оппозиционерами с целью проведения внеочередных выборов в Верховный Совет Украины.
Народный депутат Украины 6-го созыва с 23 ноября 2007 от Блока «Наша Украина — Народная самооборона», № 66 в списке. На время выборов: временно не работал, заместитель УРП «Собор». Член фракции Блока «Наша Украина — Народная самооборона» (23 ноября 2007). Член Комитета Верховной Рады Украины по вопросам экономической политики (26 декабря 2007 — 23 января 2008), первый заместитель председателя Специальной контрольной комиссии по вопросам приватизации (с 26 декабря 2007), председатель подкомитета по вопросам приватизации государственного и коммунального имущества, национализации (реприватизации), банкротства и управления имуществом, находящимся в государственной или коммунальной собственности Комитета Верховной Рады Украины по вопросам экономической политики (с 23 января 2008).

## Награды и государственные ранги
Заслуженный экономист Украины (с августа 1999). Орден «За заслуги» III (2002), II степени (январь 2005).

## Публикации
- Екс-голова ФДМ Олександр Бондар: Так, реприватизація // Сергій Лямець, ЕП — Четвер, 27 лютого 2014, 01:13
- Александр Бондарь: "Если посыплется империя Ахметова - завалится страна" // Сергей Лямец, Сергей Щербина, ЭП — Понедельник, 16 июля 2012, 10:12